# Gruppo giapponese
Il Gruppo giapponese (in greco Ὀμάς Ἰαπώνων?) era un nome non ufficiale per un gruppo politico del Parlamento ellenico nel 1906-1908.

## Nome
Anche se il gruppo venne creato nel giugno 1906 dopo le elezioni parlamentari di quell'anno, il nome popolare gli fu dato dal giornalista Vlasis Gavriilidis, in un articolo del quotidiano Akropolis del 10/23 febbraio 1907, nel quale paragonava la combattività dei suoi membri con la ferocia mostrata dai soldati giapponesi durante la recente guerra russo-giapponese.

## Membri
I membri del gruppo erano:
- Stefanos Dragoumis, parlamentare di Atticobeotia, del partito di Charilaos Trikoupis.
- Dimitrios Gounaris, parlamentare indipendente di Patrasso, proveniente dal partito di Georgios Theotokis.
- Petros Protopapadakis, deputato delle Cicladi, del partito di Theodoros Diligiannis.
- Charalambos Vozikis, parlamentare indipendente di Kynouria, proveniente dai partiti di Diligiannis e Alexandros Zaimis
- Apostolos Alexandris, deputato indipendente della Prefettura di Karditsa, eletto per la prima volta nel 1906.
- Emmanouil Repoulis, parlamentare di Ermionida, del partito di Diligiannis
- Andreas Panagiotopoulos, parlamentare di Aigialeia

L'anziano Dragoumis era il capofila del gruppo, ma il vero motore era Gounaris, un giovane avvocato, che era stato influenzato dalle sue esperienze durante i suoi studi in Francia e Germania, in particolare dalla legislazione sociale bismarckiana. Protopapadakis era un ingegnere e rimase il più stretto collaboratore di Gounaris per il resto della loro carriera, mentre Vozikis ottenne la notevole impresa di essere eletto al Parlamento all'età di soli 27 anni.
Il gruppo comprendeva membri di vari partiti e orientamenti politici. Ciò impedì la loro fusione in un partito politico distinto, ma sembra che i "giapponesi" stessi non avessero mai tentato una tale trasformazione, ovvero l'apertura del gruppo a diventare un vero partito di massa. La riluttanza di Gounaris di mettersi in primo piano giocò un ruolo principale in ciò.

## Obiettivi
L'obiettivo principale dei "giapponesi" riguardava la crisi politica della Grecia in seguito al fallimento dello stato del 1893, la sconfitta nella guerra greco-turca del 1897 e, in seguito, l'imposizione del controllo finanziario internazionale. I "giapponesi" criticarono l'establishment politico e l'infruttuosa alternanza dei partiti al potere e proponevano politiche di modernizzazione radicale, oltre a mantenere una retorica antielitaria e anticorruzione, con l'obiettivo di sostenere i valori morali.

## Dissoluzione
Il gruppo fu sciolto quando il primo ministro Georgios Theotokis offrì incarichi di gabinetto a Gounaris, Protopapadakis e Repoulis nel giugno 1908, una proposta che i primi due accettarono. Gounaris prestò giuramento come ministro delle Finanze, ma durante la discussione sul bilancio fu così duramente criticato dai suoi ex collaboratori che si dimise. Nonostante il suo fallimento, il "Gruppo giapponese" servì comunque da presagio alla riforma politica, avvenuta in seguito al colpo di Stato di Goudi nel 1909 e all'ascesa al potere di Eleftherios Venizelos.